# Partido Nacional Democrático (Granada)
El Partido Nacional Democrático (en inglés: National Democratic Party), abreviado como NDP, fue un partido político granadino de tendencia socialdemócrata o socioliberal establecido en enero de 1984 por el profesor George Brizan, después de la invasión de Granada por parte de los Estados Unidos en 1983, que derrocó al régimen socialista del Gobierno Popular Revolucionario.
El NDP se consideró representativo de la clase media y trabajadora urbana del país, y era particularmente fuerte en la capital, Saint George. Muchos de sus miembros habían sido antes integrantes moderados del Movimiento New Jewel que se separaron luego de que este adoptara una retórica revolucionaria y marxista-leninista bajo el liderazgo de Maurice Bishop y Bernard Coard. La plataforma política del NDP incluía la asimilación social y política de los ciudadanos granadinos que habían formado parte del Gobierno Popular Revolucionario, así como la restitución de las políticas del período socialista que habían resultado más populares. Esto provocó acusaciones por parte de otras fuerzas políticas de ser un partido con vínculos comunistas, acusaciones que su dirigencia siempre negó. Documentos desclasificados de la CIA descartaron tales conexiones.
El partido existió como fuerza independiente hasta el 26 de agosto de 1984, cuando se fusionó con el Partido Nacional de Granada (GNP) y el Movimiento Democrático de Granada (GDM) para fundar el Nuevo Partido Nacional, que compitió finalmente en las elecciones y obtuvo un aplastante triunfo. Al partido se le otorgaron puestos en el gobierno de Herbert Blaize (del GNP). Sin embargo, el NDP continuó existiendo dentro del NNP, y los conflictos entre sus miembros y las demás facciones que componían la coalición gobernante se hicieron presentes desde un primer momento, tanto por desacuerdos con el liderazgo autocrático de Blaize como por diferencias ideológicas. Al NDP se le habían asignado cuatro escaños en la repartición de circunscripciones antes de la elección, todos los cuales resultaron electos.
En 1987, los cuatro antiguos integrantes del NDP, junto al líder del GDM, Francis Alexis, fundaron el Congreso Nacional Democrático (NDC), tras lo cual el NDP dejó de existir en la práctica. El NDC continúa siendo el principal partido de centroizquierda de Granada.